# Sphenophryne allisoni
Sphenophryne allisoni  es una especie de anfibio anuro de la familia Microhylidae. Se distribuye por las zonas montañosas del este de Papúa Nueva Guinea. Esta rana habita debajo de la hojarasca de selvas tropicales primarias de montaña entre los 1400 y los 2000 metros de altitud. Se reproduce por desarrollo directo.